# Marpent
Marpent település Franciaországban, Nord megyében. Lakosainak száma 2649 fő (2022. január 1.). Marpent Vieux-Reng, Boussois, Colleret, Jeumont, Recquignies és Erquelinnes községekkel határos.

## Népesség
A település népességének változása:
| Lakosok száma | 2728 | 2773 | 2791 | 2748 | 2729 | 2701 | 2674 | 2654 | 2649 |
|               | 2013 | 2015 | 2016 | 2017 | 2018 | 2019 | 2020 | 2021 | 2022 |